# Hector Frederik Janson Estrup
Hector Frederik Janson Estrup, född den 5 januari 1794 i Randers, död den 29 december 1846 på Kongsdal i Undløse, var en dansk historiker. Han var far till Jacob Brønnum Scavenius Estrup.
Estrup blev 1822 lektor i historia och geografi vid Sorö akademi samt var 1830–1837 direktor där och sedan 1835 godsägare. Han författade Lærebog i den almindelige Verdenshistorie (1826; svensk översättning "Lärobok uti allmänna verldshistorien", 1832 och 1837) samt flera historiska och statsrättsliga uppsatser, bland andra Om Trældom i Norden (1823; prisbelönt), Absalon som Helt, Statsmand og Biskop (1826), Tygestrup (1838), Om Livsfæste i Danmark (1842) och De danske Majorater (1845). Hans samlade skrifter utgavs 1851 i tre band.

## Utmärkelser
- Riddare av Dannebrogorden,  1832[2]

[Redigera Wikidata]